# WWF War Zone
WWF War Zone ist ein professional Wrestling Videospiel entwickelt von Iguana West und von Acclaim Entertainment 1998 für die PlayStation, Nintendo 64 und Game Boy veröffentlicht wurde. Das Spiel zeigt Wrestler der World Wrestling Federation (WWF, heute WWE)
Das Spiel wurde 1999 durch eine Fortsetzung von WWF Attitude ergänzt.

## Spielprinzip
WWF War Zone verfügt über ein Gameplay-System, bei dem die Spieler ihren Gegner packen und eine Reihe von Drücken auf dem Steuerkreuz und dann einen Tastendruck ausführen müssen, um ein Wrestling-Manöver auszuführen können. WWF War Zone bietet außerdem Audiokommentare von Vince McMahon und Jim Ross.
Eine Vielzahl von Modi sind verfügbar. Das Einzelspielerspiel wird durch den „WWF Challenge“-Modus hervorgehoben, in dem der Spieler einen Charakter auswählt und um WWF-Titel kämpft, indem er andere Wrestler besiegt. Manchmal fordern zuvor besiegte Wrestler den Spieler zu einem „Grudge Match“ heraus. Bei diesen Kämpfen handelt es sich in der Regel um Waffen- oder Käfigkämpfe. Nachdem der Spieler die Meisterschaft gewonnen hat, kann er sie gegen eine Reihe von Herausforderern verteidigen. Es stehen verschiedene Mehrspieleroptionen zur Verfügung, wie z. B. Free for All, Käfigkämpfe, Zwei gegen Zwei und Tornado Tag-Team kämpfe. Das Spiel bietet auch eine Reihe von freischaltbaren Features wie versteckte Charaktere. War Zone enthält auch einen Trainingsmodus, in dem der Spieler die Bewegungen des von ihm gewählten Wrestlers frei üben kann. Exklusiv in der Nintendo 64 version sind auch andere Gameplay Optionen verfügbar – Gauntlet-Matches, bei denen der Spieler eine Reihe von Gegnern nacheinander herausfordert. Royal Rumble-Match bei dem der Spieler gegen Zahlreiche Wrestler eliminieren muss. in dem er sie über das oberste Seil wirft. Exhibition Matches gegen Computer können ebenfalls gespielt werden, wobei der Computergegner immer zufällig ausgewählt wird.
War Zone hat auch eine Funktion zum Erstellen eines Spielers. Sie ermöglicht es den Spielern, einen eigenen Wrestler zu erstellen, indem sie einem Namen eingeben, verschiedene Attribute anpassen und die Titelmusik auswählt. Es können Wrestler beiderlei Geschlechts erstellt werden, mit verschiedenen Optionen für Haut- und Muskeltonus, sowie Körpertyp und Kleidung im Ring. Einzelne Manöver können jedoch nicht ausgewählt werden, sondern eine ganze Reihe von Moves muss von einem bestehenden Wrestler des Spiels kopiert werden.

### Match-Typen
Kämpfe werden gewonnen, wenn ein Spieler eine der Siegbedingungen innerhalb des Zeitlimits erfüllt. Er muss eine Kombination aus Schlägen, Haltegriffen und Griffen einsetzen, um die Gesundheit seines Gegners zu schwächen und so dessen Widerstand gegen Siegversuche zu schwächen. Kämpfe können gewonnen werden durch:
- Pin – Ein Pin-Cover, während der Gegner im Ring auf dem Rücken liegt, oder eine Pin-Bewegung, um den Gegner für einen 3-Count am Boden zu halten. Pin-Versuche sind nur innerhalb des Rings gültig, solange keiner der beiden Spieler die Ringseile berührt. Ein dritter Teilnehmer kann einen Pin-Versuch stoppen, indem er einen der Spieler schlägt.
- Submission – Mit einem „Schmerz“-Griff Schaden zufügen, bis der Gegner aufgibt. Je weniger Lebenspunkte der Spieler noch hat, desto weniger Druck ist nötig, um eine Submission zu erzwingen. Die Versuche sind nur innerhalb des Rings gültig. Wenn ein „Schmerz“-Griff angewendet wird, rutschen die Spieler allmählich in Richtung der Ringseile. Sollte einer der beiden Spieler die Seile berühren, wird die Aktion abgebrochen.
- Auszählen – Wenn einer der Spieler den Ring verlässt, ob freiwillig oder nicht, beginnt ein Zählvorgang bis 10. Alle Spieler, die sich noch außerhalb des Rings befinden, wenn der Zähler 10 erreicht ist, verliert man automatisch. Es ist möglich, dass alle Teilnehmer auf einmal verlieren, wenn sie ausgezählt werden. Die Zählung wird jedes Mal neu gestartet, wenn jemand den Ring verlässt.
- Dekret von Vince McMahon – Wenn das Zeitlimit abgelaufen ist, wird manchmal der Spieler mit den meisten verbleibenden Lebenspunkten zum Sieger erklärt.
- Disqualifikation – Dies ist ein selbstverschuldeter Verlust. In Versus-Kämpfen kann ein Spieler einen bestimmten Tastencode drücken, um einen anderen Wrestler zu Hilfe zu rufen. Dadurch wird das Gewinnen jedoch unmöglich. Wenn der begünstigte Spieler die Siegbedingungen erfüllt, verliert er trotzdem durch Disqualifikation.

Versus – Ein reguläres Spiel, bei dem 2 Spieler gegeneinander antreten, und zwar für eine vorgegebene Zeitspanne. Die meisten Matches im Karrieremodus sind Versus-Matches.
Tag Team – In diesen Matches treten 2 Teams mit je 2 Spielern gegeneinander an. Ein Mitglied jedes Teams ist der „legale“ (aktive) Spieler, während der andere inaktiv auf dem Vorfeld steht. Die Spieler können die Teammitglieder jederzeit mit der Tag-Funktion wechseln. Der „illegale“ (inaktive) Partner darf im Spiel mithelfen, darf aber jeweils nur 15 Sekunden aktiv sein. Das Match endet unter normalen Siegbedingungen mit beiden legalen Teilnehmern.
Käfig – Bei Käfigkämpfen werden die Ringseile durch Käfigwände ersetzt. Das Match kann nur gewonnen werden, indem man über eine Käfigwand klettert. Gegen eine Käfigwand zu rennen, kann Schaden verursachen. Die Spieler können auch Sprungangriffe von der Käfigwand ausführen. Diese Art von Matches erscheinen manchmal als „Grudge Matches“ im Saisonmodus.
Hardcore – Ähnlich wie bei einem Versus-Match, aber die Arena ist mit verwendbaren Waffen übersät. Wenn ein Gegenstand eine bestimmte Anzahl von Malen benutzt oder fallen gelassen wird, geht er „kaputt“ und verschwindet. Die Zuschauer werfen in regelmäßigen Abständen neue Waffen in die Arena. Einige größere Gegenstände können zusätzlichen Schaden anrichten, wenn man auf sie drauftritt. Pins und Submission-Versuche können auch außerhalb des Rings eingesetzt werden. Es gibt keine Count-Out-Zählung. Diese Kämpfe werden im Karrieremodus manchmal als „Grudge Matches“ ausgetragen.
Tornado – Ein Tag-Team-Match, bei dem alle Spieler „legal“ sind und gleichzeitig teilnehmen können. Wenn die Siegbedingungen erfüllt sind, wird nur ein Gegner eliminiert. Um zu gewinnen, müssen die Siegbedingungen gegen beide Kontrahenten erfüllt werden.
Battle Royal – Ein Einzelspiel mit 3 oder 4 Spielern. Der erste Spieler, der die Siegbedingungen gegen einen beliebigen Gegner erfüllt, gewinnt das Match.
Royal Rumble (nur Nintendo 64) – Die Gegner treten in Intervallen an und müssen über das oberste Seil geworfen werden, um zu eliminieren. Alle 16 Hauptfiguren treten an. Der letzte Spieler, der noch steht, gewinnt.

## Spielbare Charaktere
Der Hauptkader des Spiels besteht aus 18 Wrestlern, die während der Entwicklung des Spiels für die WWF arbeiteten, darunter einige aus Acclaims früherem WWF-Titel WWF In Your House, wie The Undertaker, Goldust und Ahmed Johnson. Neue Charaktere wurden hinzugefügt, darunter Stone Cold Steve Austin, Kane und Ken Shamrock. War Zone bietet auch eine Reihe von verschiedenen Fraktionen: D-Generation X wird von Shawn Michaels und Triple H repräsentiert, während The Nation of Domination von Faarooq und The Rock vertreten wird. Drei Mitglieder der Hart Foundation waren zu sehen: Bret Hart, Owen Hart und The British Bulldog. Die beiden Mitglieder von The Headbangers (Mosh und Thrasher) waren ebenso vertreten wie drei der Persönlichkeiten von Mick Foley: Mankind, Cactus Jack und Dude Love. Die beiden letzteren waren zunächst nicht verfügbar und mussten erst freigeschaltet werden. Bret Hart und The British Bulldog hatten die WWF im November 1997 nach dem Montreal Screwjob verlassen (Hart und Bulldog traten beide in WCW/nWo Revenge auf, das im selben Jahr erschien). Ahmed Johnson verließ das Unternehmen im Februar 1998 und Shawn Michaels zog sich im März 1998 nach WrestleMania XIV vorübergehend zurück, obwohl er noch bei der Promotion unter Vertrag stand.
Neben dem „Create-A-Wrestler“-Modus, in dem die Spieler ihren eigenen Charakter entwerfen können, gibt es 3 vorgefertigte Charaktere, die freigeschaltet werden können. Der Trainer, der im Trainingsmodus erscheint, hat die Moves von British Bulldog drauf. Sue, das Gürtelmädchen, das im Saisonmodus erscheint, wenn eine Meisterschaft gewonnen wurde, hat ein Moveset, das mit Bret Hart identisch ist. Rattlesnake ist im Grunde ein fünftes Outfit für Steve Austin, hat aber die maximalen Attribute.
Es gab Gerüchte über zwei zusätzliche Charaktere, darunter ein zweites Ringmädchen „Pamela“ und einen Charakter, der auf Turok, der titelgebenden Figur aus der Turok: Dinosaur Hunter-Serie, basiert. Diese Charaktere konnten jedoch nur über ein Cheat-Gerät spielbar gemacht werden.
Zusätzlich zu den Hauptdarstellern und den freischaltbaren Charakteren gibt es auch verschiedene Klamotten für jeden Superstar, wobei einige wie Goldust und Stone Cold Steve Austin mehr als andere haben.

## Entwicklung
Zu Beginn der Entwicklung trug das Spiel den Namen WWF '98 und verfügte über einen anderen Ring und eine andere Arena. Das Entwicklungsteam für War Zone bestand aus 20 Personen, von denen jeweils 10 an der Nintendo-64- und der PlayStation-Version arbeiteten. Die Entwicklung wurde auf der PlayStation begonnen, während die Entwickler auf die Nintendo-64-Entwicklungskits warteten. Aus Platzgründen auf den Nintendo-64-Cartridges konnten die Entwickler den Ton in CD-Qualität und das Full-Motion-Video der Wrestler der PlayStation-Version nicht einbauen. Trotz des begrenzten Platzes auf der Cartridge fand der leitende Programmierer Justin Towns (der zuvor an WWF WrestleMania: The Arcade Game und WWF In Your House für Acclaim gearbeitet hatte), dass die Z-Buffering Unterstützung des Nintendo 64 und die im Vergleich zum Brennen von CDs höhere Geschwindigkeit beim Erstellen von Cartridges während des Entwicklungsprozesses von Vorteil waren. Die Entwicklung des Spiels dauerte etwa eineinhalb Jahre.
Teile der War Zone-Spielengine wurden von einem anderen Acclaim Sports-Titel, NHL Breakaway, übernommen. John Lund, einer der Entwickler von Breakaway, entwickelte die „Soft Skin“-Technologie, die es ermöglichte, Charaktere mit Modellen ohne Nahtlinien zu rendern. Für die PlayStation-Version wurden 3D-Modelle mit mehr Polygonen und größeren Texturen verwendet. In den PlayStation-Versionen wurden für die vier Wrestler-Kämpfe Modelle mit weniger Polygonen und kleineren Texturen verwendet, während die Nintendo-64-Version für alle Kämpfe die gleichen Modelle verwendete. Die Entwickler fanden heraus, dass sie das Spiel mit einer Auflösung von bis zu 640x240 laufen lassen konnten und dabei eine konstante Bildrate von 30 Bildern pro Sekunde beibehalten konnten. Das Ziel des Entwicklerteams war es, ein simulationsorientiertes Erlebnis zu schaffen, das jedoch ein schnelleres Gameplay bietet. Die Motion-Capture-Aufnahmen für das Spiel wurden von mehreren Wrestlern durchgeführt, die nicht für eine große professionelle Wrestling-Promotion arbeiteten und die verschiedenen Bewegungen ausführten, die im Spiel enthalten waren. Einige Manöver wurden aus Platz- und Gameplay-Gründen aus dem endgültigen Spiel entfernt. Die WWF-Ansager Vince McMahon und Jim Ross nahmen über eine Stunde Redezeit für den Match-Kommentar des Spiels auf.
Acclaim gab Anfang 1998 bekannt, dass die PlayStation-Version nur bis zu zwei Spieler unterstützen würde, mit der Begründung, dass die installierte Basis für das PlayStation Multitap zu klein war, um die zusätzliche Entwicklungszeit von einem Monat zu rechtfertigen, die für die Unterstützung von vier Spielern erforderlich war. Zum Zeitpunkt der Veröffentlichung unterstützte die PlayStation-Version dann aber doch vier Spieler.
Dieselbe Engine aus War Zone wurde für drei weitere Spiele verwendet, die im Jahr 2000 mit ECW Anarchy Rulz abgeschlossen wurden.

## Game-Boy-Version
Eine von Probe Entertainment entwickelte Game-Boy-Version von War Zone wurde am 10. Juni 1998 veröffentlicht. Zu den Spielmodi gehören: Einzel, Tag Team, WWF Challenge. Es gibt auch eine Option, um den Schwierigkeitsgrad und die Länge der Kämpfe einzustellen. Das Spiel enthält einige der Wrestler aus den anderen Versionen, darunter Shawn Michaels, Steve Austin, The Undertaker und Kane. Alle Wrestler haben die gleichen Moves mit Ausnahme ihrer Finishing Moves.

## Rezeption
Die Nintendo-64- und PlayStation-Versionen erhielten „positive“ Kritiken, währen die Game Boy version „gemischte“ Kritiken erhielt, so der Videospiel review Aggregator GameRankings.
Jeff Gerstmann von GameSpot lobte das Gameplay und die Grafik und bezeichnete die Nintendo-64-Version als das beste Wrestling-Spiel für das System. Die PlayStation-Version bezeichnete er als „das beste Wrestling-Paket, das je veröffentlicht wurde und das sich niemand entgehen lassen sollte, der sich auch nur ein bisschen für Wrestling interessiert.“ Douglass C. Perry von IGN lobte in seiner Rezension der PlayStation-Version die Präsentation, die Geschwindigkeit des Gameplays und den ausführlichen Modus zum Erstellen eines Wrestlers. Perry schrieb, das Spiel biete alles, was die Spieler im Wrestling-Genre suchten. Anthony Baize von AllGame schrieb, dass sich diese Version „von anderen Spielen des Genres abhebt und den Spielern einige neuere, innovative Optionen bietet“. Matt Casamassina lobte in seiner Rezension der Nintendo-64-Version auch die Grafik des Spiels und nannte es „das am besten aussehende Wrestling-Spiel, das je gemacht wurde“. Er bemängelte zwar die Kollisionsabfrage, die statischen Zwischensequenzen und die geringe Auswahl an Wrestlern, empfahl das Spiel aber dennoch und erwartete eine Fortsetzung. Tim Hsu von GameRevolution lobte ebenfalls die Präsentation der N64-Version, die Multiplayer-Optionen und den „Create-a-Wrestler“-Modus. Allerdings äußerte er sich enttäuscht über den begrenzten Einzelspielermodus. Dennoch schrieb er, dass das Spiel gut genug sei, um auch Spieler anzusprechen, die keine Fans von professionellem Wrestling sind.
Johnny Ballgame von GamePro sagte, die PlayStation-Version sei „nicht nur das beste Wrestling-Spiel auf der PlayStation, sondern auch eines der unterhaltsamsten Kampfspiele überhaupt. Wie D-Generation X sagen würde: 'Zwei Worte: Kauft es!'“ Scary Larry meinte jedoch, dass die Nintendo-64-Version „den Nervenkitzel eines Straßenkampfes bietet, aber mit viel besserem Skripting“ Next Generation meinte, dass die frühere Konsolenversion „größtenteils idiotischen Spaß macht und besonders im Mehrspielermodus (bis zu vier Spieler mit einem Multitap) großartig ist. Aber es ist der enorme Reichtum an Optionen und Details (einschließlich interaktiver Spieler-Biografien), der das Spiel glänzen lässt und letztlich zu einem großartigen Kauf macht ... wenn man professionelles Wrestling mag.“
Sowohl die PlayStation- als auch die Nintendo-64-Version standen bei den 2nd Annual Interactive Achievement Awards der Academy of Interactive Arts & Sciences in der Endauswahl für das „Console Fighting Game of the Year“, das schließlich an WCW/nWo Revenge ging. Das Spiel wurde außerdem bei den CNET Gamecenter Awards 1998 für das beste Nintendo-64-Spiel nominiert, das schließlich an The Legend of Zelda: Ocarina of Time ging.

Das Spiel fand großen Anklang bei den Spielern und war in den USA monatelang nach seiner Veröffentlichung ein beliebter Verleihtitel. Auch im Vereinigten Königreich war das Spiel ein Bestseller. War Zone wurde innerhalb eines Jahres nach seiner Veröffentlichung mehr als 1 Million Mal verkauft. Im Jahr 2004 wurde berichtet, dass speziell die PlayStation-Version über 2,2 Millionen Mal verkauft wurde.

## Notiz
1. Veröffentlicht unter dem Acclaim Sports label
2. In Electronic Gaming Monthly Rezension der Nintendo-64-Version gab ein Kritiker dem Spiel eine Wertung von 7,5/10, zwei Kritiker gaben ihm jeweils eine Wertung von 8/10, und der andere gab ihm 8,5/10.
3. GamePro gab der PlayStation-Version drei 5/5-Punkte für Grafik, Sound und Spaßfaktor und 4,5/5 für die Steuerung.
4. GamePro gab der Nintendo-64-Version zwei 4,5/5-Punkte für Grafik und Spaßfaktor, 5/5 für den Sound und 4/5 für die Steuerung.